# 1677 у літературі
Стаття є списком літературних подій та публікацій у 1677 році.

## П'єси
- «Федра» — трагедія французького драматурга Жана Расіна.

## Народились
- 23 серпня — Марі Анна Дубле, французька письменниця, господиня літературного салону (померла в 1771).

## Померли
- 21 лютого — Бенедикт Спіноза, голландський філософ (народився в 1632).
- 9 липня — Анґелус Сілезіус (Йоганнес Шеффлер), німецький поет, містик (народився в 1624).